# Boznesen'e
Boznesen'e (in lingua russa Вознесенье) è una città situata in Russia, nell'Oblast' di Arcangelo, più precisamente nel Primorskij rajon.